# Premier Cruise Line
Premier Cruise Line una subsidiaria de Premier Cruises, era una Empresa naviera con sede en Cabo Cañaveral, Florida. De 1985 a 1993, obtuvo la licencia como la línea de cruceros oficial de Walt Disney World y usó la marca comercial "The Big Red Boat" basada en el esquema de color de algunos de sus barcos. Dolphin Cruise Line, una empresa que pasó a formar parte de Premier, tenía su sede en Dodge Island en Miami.

## Historia de la Compañía
Premier Cruise Line fue formada en 1983 por AE "Ed" Merhige (Florida Export Warehouse/International Cruise Shops) y Bruce Nierenberg (NCL), dos veteranos de cruceros y luego comprados por Dial Corporation (de la fama Dial soap), que entonces también era propietaria de la Compañía de Autobuses Greyhound. Los barcos generalmente operaban viajes de Bahamas de tres y cuatro días desde Puerto Cañaveral, Florida. La empresa ganó más de 20 millones de dólares al año con unos ingresos brutos de 100 millones de dólares durante la década de 1980. El nicho exitoso al que sirvió Premier fue la línea de cruceros familiares, especialmente atractivo para los abuelos que navegan con sus hijos y nietos.
A partir de 1985, Premier se asoció con Walt Disney World para brindar vacaciones de siete noches por tierra y mar en The Big Red Boat. Premier tenía licencia para proporcionar personajes de Disney en sus barcos, hasta que la relación terminó en 1993. Luego, Disney procedió a iniciar su propia línea de cruceros en 1995.
Después de que finalizó el contrato de Disney, Premier se afilió a Warner Bros y los personajes de Looney Tunes estarían en sus barcos para mantener su imagen familiar, y volvió a ser rentable bajo la dirección del veterano de cruceros de 20 años Jim Naik. La compañía tenía una flota envejecida de barcos de diseño italiano que competían con transatlánticos más nuevos y más grandes. El Sr. Naik llevó a Premier a la rentabilidad en su primer trimestre con la empresa, la empresa matriz de Premier, Dial vendió la empresa después de registrar ganancias en 1995, 1996 y 1997. Siguieron nuevos propietarios y nuevos líderes, con Larry Magnan como presidente en 1998. Sin embargo, la empresa se declaró en bancarrota y cesaría todas sus operaciones el 14 de septiembre del 2000, con pasajeros en los cruceros que aún están en funcionamiento atracados y con vuelos a casa por orden de llegada; el prestamista principal de la empresa se había apoderado de su flota existente, que se había ofrecido como garantía.
Los barcos más antiguos se diseñaron antes de que entraran en vigor las leyes de discapacidad actuales, que requieren un acceso razonable para las personas con discapacidades físicas, incluso se imaginaron y mucho menos se promulgaron como ley. Mucho más tarde, después de 1997 Premier fue demandada en virtud de la Ley de Estadounidenses con Discapacidades (aprobada en 1990) por no hacer adaptaciones para las personas con discapacidades. Los barcos principales incluían el Majestic (el antiguo Sun Princess de Princess Cruise Lines), el antiguo buque insignia de Home Lines Oceanic, el Atlantic (otro antiguo barco de Home Lines) y el Royale, un antiguo transatlántico de Costa Cruises conocido entonces como Frederico C, El los cuatro barcos originales tenían el prefijo "Star/Ship" antes de sus nombres. Durante la reorganización de Premier a mediados de la década de 1990, se vendieron todos menos el Oceanic (Big Red Boat I). Premier luego se convirtió en una fusión de Dolphin y Seawind Cruises. Más tarde, se agregó a la línea el Rembrandt, anteriormente el Rotterdam de Holland America Line.
El SS Oceanic (Big Red Boat I) siguió navegando hasta 2012, cuando fue enviado a Yokohama para su desguace. El Big Red Boat II, anteriormente Eugenio Costa, se puso a la venta y se guardó en Freeport. No tenía compradores potenciales y permaneció allí hasta 2005, finalmente se vendió a los desguazadores y se desguazó en Alang, India a finales de 2005. El Big Red Boat III, anteriormente Festivale de Carnival Cruise Line, también se vendió como chatarra. El antiguo Frederico C (llamado Seabreeze I) iba a ser desguazado en India, pero en su lugar se hundió en una tormenta a 220 millas náuticas (407 km) de la costa de Virginia. Por último, la ciudad de Róterdam, compró el Rembrandt, anteriormente el Rotterdam, para restaurarlo y mantenerlo como un hito histórico.

## Flota
| Barco                             | Construido | En servicio para Premier Cruise Line | Tonelaje        | Estatus hasta 2022 | Imagen |
| --------------------------------- | ---------- | ------------------------------------ | --------------- | --- | ------ |
| StarShip Oceanic / Big Red Boat I | 1965       | 1985—2000                            | 38,772 / 39,241 | Antiguamente Oceanic de Home Lines, Vendido a Pullmantur en el 2000 y después convertido en Barco de la paz en 2009. Desguazado en 2012.                                     |        |
| Starship Majestic                 | 1970       | 1988–1995                            | 17,042          | Antiguamente Spirit of London de P&O Cruises y Sun Princess de Princess Cruises. Vendido en 1995. Sosobrado y hundido en 2016.                                               |        |
| StarShip Atlantic                 | 1982       | 1988–1997                            | 35,143          | Antiguamente Atlantic de Home Lines y luego pasaría a ser MSC Melody de MSC Cruises y luego Qing. Se hundiría en Goa en 2016. Reflotado y posteriormente desguazado en 2018. |        |
| Big Red Boat II                   | 1966       | 1999–2000                            | 32,753          | Also known as Eugenio C / Eugenio Costa de Costa Crociere y Edinburgh Castle de Lowline Shipping. Vendido al desguace en 2005.                                               |        |
| Rembrandt                         | 1958       | 1997–2000                            | 38,645          | Antiguamente Rotterdam for Holland America Line, actualmente un barco museo/hotel desde 2004.                                                                                |        |
| OceanBreeze                       | 1955       | 1997–1999                            | 20,204          | Antiguo Southern Cross, Calypso y Azure Seas. Vendido y desguazado en 2003.                                                                                                  |        |
| SeaBreeze                         | 1958       | 1997–2000                            | 21,000          | Antiguo Federico C de Costa Cruises y Royale de Premier, hundido en el 2000.                                                                                                 |        |
| Big Red Boat III                  | 1962       | 1998–2000                            | 26,632          | Antiguamente Transvaal Castle, S.A. Vaal, Island Breeze, y Festivale, vendido al desguace en 2003.                                                                           |        |
| SS SeaWind Crown                  | 1961       | 2000                                 | 23,306          | Desguazado en China, 2004. |        |